# Reem Khamis
Pour les articles homonymes, voir Khamis (homonymie).
Reem Khamis, née le 7 décembre 2002, est une karatéka allemande. 

## Biographie
Reem Khamis remporte le championnat d'Allemagne en 2017.
Elle est sélectionnée en équipe allemande depuis la mi-2021 à la suite de sa naturalisation allemande. Jonathan Horne, entraîneur de l'équipe nationale allemande de karaté, est responsable de sa preparation.
Elle remporte la médaille d'or en kumité féminin en moins de 61 kg lors des Jeux européens de 2023 en Pologne,. Elle remporte également la médaille d'or dans en moins de 61 kg aux Championnats d'Europe de karaté de 2023 à Guadalajara.
Reem Khamis remporte la médaille d'argent chez les femmes U-21 61 kg aux Championnats du monde de karaté de 2022 qui se sont tenus à Konya, en Turquie.
Son succès l'a amenée à prendre la tête du classement mondial des moins de 21 ans. 
En 2023, elle est également classée seconde au classement mondial senior.
Elle étudie l'ingénierie mécanique à l'université de Hambourg HAW.

## Annexe